# 和田庵
和田 庵（わだ いおり、2005年8月22日  - 男性）は、日本の俳優。東京都出身。レプロエンタテインメント所属。

## 略歴
8歳から芸能活動を開始し、映画『ミックス。』で映画初出演。
中学進学と同時に、語学力と人間力を磨くため3年間の予定でカナダへ留学するが、コロナ禍の影響で1年半に短縮して2020年夏に帰国。映画『茜色に焼かれる』の出演を機に本格的に俳優活動を再開する

## 人物
特技は、スケボー、ロッククライミング。

## 出演

### テレビドラマ
- 隣の家族は青く見える（2018年1月18日 - 3月22日、フジテレビ） - 三浦亮太 役
- フォークロア：TATAMI Folklore Series: Tatami（2019年11月10日、スターチャンネル2）
- TOKYO VICE 第7話・第8話（2022年4月21日・28日、HBO Max / 6月5日・12日、WOWOW） - 戸澤ムギト 役[5]
- GTOリバイバル（2024年4月1日、関西テレビ・フジテレビ）
- 連続テレビ小説 虎に翼 第56回 - 第129回（2024年6月17日 - 9月26日、NHK） - （島田）道男 役[6]

### 映画
- ミックス。（2017年10月21日、東宝）
- フォークロア：TATAMI Folklore Series: Tatami（2019年）
- 茜色に焼かれる（2021年5月21日、フィルムランド / 朝日新聞社 / スターサンズ） - 田中純平 役[7][8]
- ハッピーエンディングス「はじめての映画」（2022年11月4日、SPOTTED PRODCTIONS）[9]
- エゴイスト（2023年2月10日、東京テアトル） - 斉藤浩輔（中学生時代）役
- イカロス 片羽の街「豚知気人生」（2023年2月11日、U-NEXT）[10]
- 「桐島です」（2025年7月4日、渋谷プロダクション）[11]
- この夏の星を見る（2025年7月4日、東映） - 武藤柊 役[12]